# Dobré mravy
Obsah pojmu dobré mravy v právu není možné z podstaty věci přesně definovat a jedná se tak o jeden z neurčitých právních pojmů. Dobré mravy lze chápat jako samostatnou množinu norem chování stojících mimo právo, které jsou v právu užívány na základě přímého zákonného odkazu, tedy na základě zmínky v konkrétní právní normě odkazující např. na neplatnost právního jednání, které je v rozporu s dobrými mravy. Jedná se o kategorii silně kulturně a společensky podmíněnou, jejíž obsah se v jednotlivých oblastech (nikoliv nutně jednotlivých státech) liší právě v důsledku odlišností v náboženské, kulturní i právní tradici.

## Vymezení pojmu
Dobré mravy představují pojem se širokým významem, a to jak právním, tak i mimoprávním (jako společenské normy chování). Obsah pojmu dobré mravy v právu není možné z podstaty věci přesně definovat a jedná se tak o jeden z neurčitých právních pojmů, které slouží jako prostředek ke zmírnění případných tvrdostí při aplikaci platného práva („pojistka“, pokud by pouhá doslovná aplikace textu právního předpisu vedla ke zcela neudržitelným závěrům – ad absurdum např. že pozůstalí oběti jsou povinni zaplatit vrahovi škodu, která mu vznikla znehodnocením vrahova obleku v důsledku zakrvácení), a jejichž účelem je umožnit nalezení co nejvíce spravedlivého řešení s přihlédnutím ke všem okolnostem daného případu.
Jedná se o kategorii silně kulturně a společensky podmíněnou, jejíž obsah se v jednotlivých oblastech (nikoliv nutně jednotlivých státech) liší právě v důsledku odlišností v náboženské, kulturní i právní tradici. Obsah dobrých mravů se samozřejmě vyvíjí v čase v souvislosti s vývojem společnosti ve všech zmíněných oblastech (právní, morální, náboženské i kulturní). I přes skutečnost, že v moderní demokratické společnosti nelze obecně pojem dobrých mravů vázat na náboženské vyznání, je třeba zdůraznit, že v evropském právním prostoru stojí chápání pojmu dobrých mravů na základech silně ovlivněných křesťanstvím.
Vzhledem k uvedeným skutečnostem je pojem dobrých mravů používán ve vnitrostátním právu, zatímco na mezinárodní úrovni definice dobrých mravů chybí (pracuje se spíše s pojmem veřejného pořádku).
Obsah pojmu dobrých mravů je konkretizován při rozhodování soudů ve vztahu k jednotlivým případům a sjednocován výkladem nejvyšších orgánů soudní moci, jak dokládají níže v článku uvedené citace soudních rozhodnutí. "Dobré mravy jsou souborem určitých společností vytvořených a uznávaných pravidel slušnosti, které vedou jedince k vzájemnému respektování se navzájem a nepoškozování obecných zájmů společnosti. Můžeme je také označit za soubor hodnotících kritérií, která určují, které jednání je v dané společnosti považované za dobré a které ne".  Podle meziválečného německého Říšského soudního dvora, který vytvořil nadále používanou shrnující definici dobrých mravů, jsou dobré mravy "mimoprávní standardy, které omezují (vedle korektivu zákonných zákazů a omezení) svobodu smluvních stran," pokud smlouva "vykazuje zjevné znaky výstřednosti, které jsou s to pobouřit slušného člověka". Konečně lze dobré mravy považovat též za obecně uznávané minimum (společného jmenovatele) společenských hodnot. Dobré mravy by měly odrážet mimoprávní hodnoty dané společnosti.
Dobré mravy tedy můžeme chápat jako samostatnou množinu norem chování stojících mimo právo, které jsou v právu užívány na základě přímého zákonného odkazu (tedy na základě zmínky v konkrétní právní normě odkazující např. na neplatnost právního jednání, které je v rozporu s dobrými mravy). Zákonný odkaz na dobré mravy obvykle neobsahuje pozitivní formulaci, ale naopak obraty jako „příčí se dobrým mravům“ apod. Vzhledem k velké šíři pojmu dobrých mravů se někteří autoři domnívají, že pozitivní vymezení pojmu dobrých mravů by nebylo vhodné ani možné. Příliš konkrétní definice dobrých mravů by zabránila fungování tohoto institutu, jelikož dobré mravy musí být aplikovány vždy v konkrétní situaci a značně flexibilně.
S ohledem na šíři a neurčitost pojmu dobrých mravů (a související vysokou míru subjektivity, na jejímž základě může každá ze stran případného sporu vykládat dobré mravy zcela odlišným způsobem v závislosti na zamýšlených cílech) však dobré mravy slouží v soudní praxi spíše jako výjimečný korektiv (přestože se strany sporu obvykle v případě nedostatku důkazů nebo jiných příležitostí snaží právě na dobré mravy odvolávat). Šíře dosahu dobrých mravů je nadto nestejná i v rámci jednotlivých právních odvětví v jednom právním řádu – odlišný obsah má obecný pojem dobrých mravů v občanském právu a např. pojem dobrých mravů (hospodářské) soutěže..
Některé západoevropské právní řády, ale i evropské projekty soukromého práva, namísto principu dobrých mravů v podobném významu užívají principů dobré víry (Good Faith), poctivého obchodního styku (Fair Dealing, Fair use), rozumnosti (Reasonableness), případně jiných obdobných institutů – například institutu veřejného pořádku ve frankofonních zemích, v nichž dobré mravy představují pouze pomocné kritérium, nebo v angloamerickém právním systému. Ochrana dobré víry a zásady poctivého obchodního styku, jejichž použití je stručně definováno níže, v českém právním řádu pojem dobrých mravů nenahrazují, ale představují spíše jeho doplněk, resp. podmnožinu. 

## Vztah práva, dobrých mravů a morálky (mravních norem)
Vztah práva a mravnosti neboli morálky (včetně případných náboženských příkazů, z nichž dobré mravy vzešly) prodělal složitý historický vývoj obdobně, jako právo samotné. Tento vývoj byl samozřejmě úzce spjat s probíhajícími změnami ve společnosti a z uvedeného důvodu neustále probíhá. Již od dob starověké Římské říše se traduje citát významného římského právníka Paula, který výstižně popsal vztah mezi právem a morálkou slovy „Ne vše, co je (právem) dovolené, je čestné“ (non omne, quod licet, honestum est). Vztah mezi právem, dobrými mravy a morálkou lze v duchu uvedeného citátu charakterizovat tak, že právo a morálka jsou dvě množiny, které se částečně překrývají; dobré mravy v právním slova smyslu pak jsou tou částí morálky, kterou právo aprobuje (s níž právo spojuje určité účinky, resp. na kterou právní předpisy odkazují). Někteří autoři odmítají ztotožnění dobrých mravů s morálkou nebo veřejným míněním z důvodu existence většího množství morálních systémů v každé společnosti a jsou přesvědčeni, že obsah pojmu dobrých mravů je spíše filozofický. Někteří autoři rozlišují rovněž mezi pojmy mravnosti a morálky. Podle některých názorů představují naopak dobré mravy kategorii spíše právní než filozofickou, jejíž obsah je třeba hledat v platném právu.
Známá poučka, že právo je minimem morálky, se však neuplatňuje bezvýjimečně a nemůže v kontextu stávajícího systému právního řádu obstát. Existuje celá řada norem technického charakteru, které s morálkou žádným způsobem nesouvisí - zákonný příkaz, že červené světlo na semaforu znamená „Stůj!“ nebo že nově přidělované rodné číslo musí mít deset míst, není ani morální, ani amorální, ale mimomorální; přesto právo a stát jejich dodržování mocensky vynucuje.

## Historie

### Pozitivní a přirozené právo
Na příkladu uplatňování dobrých mravů jako morálního korektivu v právu lze dobře ilustrovat historický rozpor mezi školou pozitivního práva (juspositivismu) a práva přirozeného (jusnaturalismu). Zatímco právní pozitivismus chápe právo pouze jako souhrn právních norem (to, co je obsahem právních předpisů) v právních předpisech a striktně odmítá možnost právní závaznosti nezávisle existujících (morálních) principů – například korektivu dobrých mravů, jusnaturalismus je naopak (zjednodušeně) postaven na tezi, že základní právní principy existují nezávisle na existenci státu, resp. právního řádu (jsou nepsané, věčné, univerzální a neměnné)a platné právo z nich má vycházet. 
Jusnaturalisté stoupencům pozitivní školy vytýkají, že ve snaze o objektivizaci a zmechanizování rozhodovací činnosti soudce vytvářejí právo jako systém strnulých příkazů a zákazů, jemuž nelze podřadit všechny situace, které život přináší, a které soudce pouze mechanicky aplikuje v konkrétních případech, zatímco juspositivisté tvrdí, že tzv. přirozené právo je pouhou fikcí a jeho povýšení na roveň právu psanému by vedlo k nahodilému (a tedy nespravedlivému) rozhodování soudů, v němž by se v nepřípustné míře promítaly mimoprávní faktory (například osobní, často i emotivně zaujatý pohled soudce na strany řízení nebo na judikovanou věc) – jak vyplývá z velmi subjektivní povahy pojmu dobrých mravů.

### Osvícenství a 19. století
Střet obou výše uvedených přístupů probíhal zejména od 18. století. Rozrůstání a pozitivizace práva v době osvícenství a zejména pak po vzniku velkých civilních kodexů na počátku 19. století způsobily, že se poměr práva a morálky začal uvolňovat. Přesto však se ve velkých kodifikacích soukromého práva z této doby uplatnil i korektiv dobrých mravů, byť v omezené míře (neplatnost právního jednání jako sankce za rozpor tohoto jednání s dobrými mravy byly např. v rakouském Obecném zákoníku občanském z roku 1811, v němž byla zmínka o dobrých mravech obsažena v souvislosti s nedovolenými společnostmi).
Právo bylo to, co stálo v zákoně (právo psané, ius scriptum); morálce byla přisouzena nejvýš role pomocného korektivu, k němuž státní orgány při aplikaci práva sice přihlížejí, ale není v jejich rozhodování primárním ohledem. Zrodila se fikce, že společenské procesy lze komplexně postihnout a upravit psaným právem, jež nemůže být s mravností v rozporu, vychází-li z tradičních mravních postulátů.

### Totalita
Hypertrofii a nadvládu psaného práva nad mravností dovršily totalitní režimy 20. století. Ty se navenek tvářily jako právní stát, v němž se úzkostlivě dbá na dodržování zákonnosti, ve skutečnosti to byly diktatury, prosazující vůli diktátora – minimálně ve své porevoluční fázi – pseudoprávními prostředky. Tím došlo ve jménu objektivizace k definitivnímu odosobnění práva: úředník nebo soudce je tu chápán jako stroj na aplikaci právní normy, jehož rozhodovací prostor je positivním právem silně omezen a jenž nesmí být ovlivněn ani subjektivním pocitem, že rozhoduje nespravedlivě a v rozporu s dobrými mravy. Uvedený odklon od úlohy dobrých mravů v právu totalitního státu se např. v komunistickém Československu projevil v občanském zákoníku z roku 1950, tak i v občanském zákoníku z roku 1964, v nichž byl pojem dobrých mravů nahrazen zásadou obecného zájmu, socialistického soužití, resp. zájmem společnosti.

## Současnost
Střet o povahu vztahu mezi právem a morálkou samozřejmě probíhá i v současnosti; přirozenoprávním pojmům jako jsou dobré mravy bývá vytýkána právě jejich pojmová nejednoznačnost a subjektivní charakter. S ohledem na uvedenou skutečnost se korektiv dobrých mravů uplatňuje převážně v oblasti práva soukromého, zejména občanského, na dobré mravy však odkazuje i trestní zákoník a některé předpisy správního práva (pokud se dobré mravy posuzují ve správním právu, děje se tak poměrně často v záležitostech, kde jsou ukládány zvláštní povinnosti vlastníkům specifických věcí). Vzhledem k tomu, že občanské právo lze považovat za právo subsidiární pro veřejné právo, lze vyvodit, že obecná zásada dobrých mravů se zprostředkovaně uplatní i v právu veřejném.
Vzhledem ke značné vágnosti pojmu dobrých mravů je možnost jeho použití v rámci veřejného práva omezená (aby nebyl vytvořen příliš široký a vágní prostor pro uplatňování státní moci v rozporu s principem právní jistoty a právního státu). Někteří autoři uvádějí, že korektiv dobrých mravů se neuplatní na správní akty, jiní dovozují, že veškerá jednání veřejné správy musí být v souladu s dobrými mravy. Platí však, že korektiv dobrých mravů se ve správním právu uplatní obdobně jako analogie pouze ve prospěch účastníků (tedy nikoliv v neprospěch), respektive jako „mantinel státní moci“. Subjektivní práva veřejná (jako např. právo na zabezpečení ve stáří, právo na bezplatné základní vzdělání, na informace apod.) jsou garantována zákonem a není možno odepřít jim ochranu s odůvodněním, že jejich výkon odporuje dobrým mravům. Opačný (extenzivní) výklad by byl porušením ústavního principu rovnosti mezi občany a uvedených principů veřejného práva a mohl by vést k libovůli v rozhodování soudů, které by např. nemusely přiznat úspěšné straně v občanskoprávním sporu náhradu nákladů řízení jen s odkazem na její dobré majetkové poměry, nebo by neuložily státu povinnost nahradit škodu způsobenou nezákonným rozhodnutím katastrálního úřadu a odůvodnily to tím, že šlo jen o malou část rozsáhlého pozemkového majetku poškozeného a není proto v souladu s dobrými mravy, aby požadoval náhradu utrpěné škody.

## Dobré mravy v právních předpisech

### Občanský zákoník 2012
Občanský zákoník, jakožto základní právní předpis upravující soukromoprávní vztahy, uvádí dobré mravy v počátečních ustanoveních, která mají za cíl stanovit základní výkladová východiska při aplikaci tohoto předpisu. Dále zmiňuje dobré mravy např. v jednotlivých ustanovení upravujících právní jednání, darování, ubytování, osvojení a nekalou soutěž, ve většině případů je porušení dobrých mravů důvodem pro uplatnění odchylky od standardního postupu při aplikaci daného institutu.
- § 1 odst. 2: Nezakazuje-li to zákon výslovně, mohou si osoby ujednat práva a povinnosti odchylně od zákona; zakázána jsou ujednání porušující dobré mravy, veřejný pořádek nebo právo týkající se postavení osob, včetně práva na ochranu osobnosti. V tomto ustanovení se uplatňuje chápání dobrých mravů jako souboru hodnot, které jsou v dané společnosti ustálené. Jelikož právní předpis nemůže zachytit všechny druhy jednání a a priori je upravit, je nutné, jak bylo zmíněno výše, ponechat prostor pro zmírnění případné tvrdosti některých ustanovení.
- Právní jednání (§ 545): - Právní jednání vyvolává právní následky, které jsou v něm vyjádřeny, jakož i právní následky plynoucí ze zákona, dobrých mravů, zvyklostí a zavedené praxe stran. Toto ustanovení reflektuje tu skutečnost, že jakékoliv právní jednání nespočívá pouze na výslovně projevené vůli, často se pravá vůle musí dohledávat, k tomu pomůže právě opět soubor hodnotových kritérií, který je vlastní dané společnosti.
- Odvolání daru pro nevděk (§ 2072 odst. 1): Ublížil-li obdarovaný dárci úmyslně nebo z hrubé nedbalosti tak, že zjevně porušil dobré mravy, může dárce, neprominul-li to obdarovanému, od darovací smlouvy pro jeho nevděk odstoupit. Byl-li dar již odevzdán, má dárce právo požadovat vydání celého daru, a není-li to možné, zaplacení jeho obvyklé ceny. Uvedené ustanovení upravuje odchylnou úpravu od obecné úpravy zániku závazku.
- Ubytování (§ 2331): Ubytovatel může před uplynutím ujednané doby smlouvu vypovědět bez výpovědní doby, porušuje-li ubytovaný i přes výstrahu hrubě své povinnosti ze smlouvy, anebo dobré mravy. Ustanovení opět zmírňuje úpravu ubytování v tomto případě úplnou absencí výpovědní doby.
- Osvojení zletilého (§ 846): Zletilého lze osvojit, není-li to v rozporu s dobrými mravy. Vzhledem k funkci daného institutu, který je v občanském zákoníku nově zakotven, má ustanovení zajistit nezneužívání například z důvodů dědického řízení, apod.
- Nekalá soutěž (§ 2976 odst. 1): Kdo se dostane v hospodářském styku do rozporu s dobrými mravy soutěže jednáním způsobilým přivodit újmu jiným soutěžitelům nebo zákazníkům, dopustí se nekalé soutěže. Nekalá soutěž se zakazuje. Dobré mravy soutěže jsou specifickým (užším) typem[51] dobrých mravů. Jde o zvyklosti a hodnoty účastníků hospodářské soutěže, o jakási pravidla, která když mezi sebou budou účastníci dodržovat, zajistí ideální hospodářské prostředí pro činnost všech. Obecný význam pojmu nekalá soutěž lze vystihnout následujícími znaky. Jde o soutěž, kterou někdo kazí, soutěž, v níž někdo něco zatemňuje, soutěž, v níž se někdo chová nepoctivě, nemravně, špatně, nečestně, nevyhovujícím způsobem.

### Trestní zákoník
- Přípustné riziko (§ 31 odst. 2): Nejde o přípustné riziko, jestliže taková činnost ohrozí život nebo zdraví člověka, aniž by jím byl dán k ní v souladu s jiným právním předpisem souhlas, nebo výsledek, k němuž směřuje, zcela zřejmě neodpovídá míře rizika, anebo provádění této činnosti zřejmě odporuje požadavkům jiného právního předpisu, veřejnému zájmu, zásadám lidskosti nebo se příčí dobrým mravům. Přípustné riziko patří mezi okolnosti vylučující protiprávnost činu. V takovém případě čin není protiprávní a není tak ani trestný. Je ovšem nutné vymezit hranice takovéhoto rizika. Ustanovení opět reflektuje společností uznávaný systém hodnot, který nemůže být porušen ani v rámci úlev od protiprávnosti (trestných) činů.

### Další právní předpisy
Pojem dobrých mravů se vyskytuje i v dalších právních předpisech, např.:
- Zákon o vodovodech a kanalizacích - § 36 odst. 2
- Zákon o regulaci reklamy - § 2 odst. 3
- Zákon o rozhlasovém a televizním vysílání - § 40 odst. 1 písm. b)
- Tiskový zákon - § 15 odst. 1 písm. b)
- Zákon o zaměstnanosti - § 12 odst. 1 písm. c), § 38, § 63 a § 140
- Zákoník práce - § 261 odst. 3, § 265 odst. 1
- Antidiskriminační zákon - § 5 odst. 2
- Předpisy práva průmyslového vlastnictví - § 4 písm. f) zákona o ochranných známkách

## Zneužití práva, šikana
Obecně platí, že každý je oprávněn činit to, co zákon nezakazuje – každý může svobodně vykonávat svá subjektivní práva. Veškeré lidské chování dle práva nepovažujeme za výkon práva. Vycházíme z koncepce, že některé lidské chování dle práva je rovněž jeho výkonem. V literatuře převažuje názor, že o výkonu práva je možno mluvit, shoduje-li se jednání a jeho skutečný výsledek s jednáním a výsledkem, které jsou předvídány v právních předpisech. Takový výkon práva je právem chráněn a vylučuje protiprávnost. Následkem výkonu práva je někdy újma na straně povinné osoby. Typickým příkladem je výkon rozhodnutí. Rovněž v obchodních vztazích vede konkurenční boj často k tomu, že výkon práva jedné osoby je příčinou újmy osoby druhé (např. postaví-li jeden podnikatel nový hotel v blízkosti jiného hotelu, stávajícímu poklesne zisk). Taková jednání jsou však dovolená a v tržním hospodářství žádoucí. Příkladem výkonu práva, který do určité míry působí újmu druhému, jsou též případy přípustných imisí, které jsou následkem užívání věci vlastníkem.
Výkon práva nesmí být zlomyslně zneužíván k účelům, které se příčí cílům právního pořádku. Např. zájemce si od vlastníka najme nebytové prostory s tím, že vlastník je nákladně zrenovuje a přebuduje, aby vyhověl přáním a potřebám zájemce. Ten druhý den po předání nebytových prostor vypoví smlouvu. Důvodem k výpovědi je snaha poškodit konkurenta na trhu s realitami. Nebo příklad z jiné oblasti soukromého práva – zaměstnanec přijme pracovní místo v zahraničí, nechá zaměstnavatele, aby zaplatil jeho nákladné stěhování, a druhý den vypoví pracovní smlouvu pouze z toho důvodu, že se chtěl zaměstnavateli pomstít za předchozí propuštění jiného člena rodiny. V obou případech nemůže právo takovému jednání poskytovat ochranu. Ze strany nájemce i zaměstnance jde o výkon práva pouze zdánlivě (srov. § 8 občanského zákoníku).
Šetření dobrých mravů a zákaz zneužití práva jsou dva způsoby, jak dosahovat ochrany slušného jednání mezi lidmi (zásada ekvity). V § 2909 občanského zákoníku dochází k prolnutí obou kategorií. V literatuře panuje shodný názor, že dobré mravy vystupují jako kritérium toho, zda dochází ke zneužití práva, a pomáhají řešit případy, v nichž se přípustný a oprávněný výkon práva mění ve zneužití práva.
Jak v případě zneužití práva, tak v případě šikany se jedná o zdánlivý výkon práva, který je objektivním právem zakázán (§ 8 občanského zákoníku). Mezi oběma případy není velkého rozdílu, přesto nalézáme dvě podstatné odlišnosti. U zneužití práva postačuje prostý úmysl, u šikany je vyžadován úmysl kvalifikovaný (dolus coloratus) – zdánlivý výkon práva je ve skutečnosti pouze prostředkem umožňujícím poškodit jiného. Druhá rozdílnost spočívá v tom, že zneužití práva nevyžaduje vždy způsobení újmy jinému, kdežto u šikany musí kvalifikovaný úmysl směřovat ke způsobení újmy. Šikana se považuje za speciální případ zneužití práva. Rozlišení slouží k tomu, abychom k omezení výkonu práva přistupovali pouze v řídkých případech, neboť vykonávat své právo je jedním ze základních atributů právního státu; jeho omezení proto musí být co nejužší.
Šikanou může být podání trestního oznámení pouze k ukojení nevraživosti, dosažení rozsudku pro zmeškání lstivým předstíráním, exekuce nebo návrh na prohlášení konkursu. Podání žaloby je tehdy zneužitím práva, byla-li žaloba podána patrně za účelem poškodit žalovaného. Občanský zákoník z roku 1964 postrádal ve vztahu k výkonu práva výslovné ustanovení o založení povinnosti k náhradě pouze v případech, je-li účelem (popř. hlavním účelem) výkonu práva způsobit újmu jinému. Nový občanský zákoník je do našeho práva navrací. Již Sedláček však uváděl, že toto pravidlo je v podstatě zbytečné, protože kdo má úmysl újmu způsobit, má zajisté také úmysl druhému újmu způsobit, a tudíž v obou případech jde o dolosní způsobení újmy. Obdobný názor zastává Kasanda, když píše: „má-li škůdce úmysl poškoditi jiného, jest uskutečnění tohoto úmyslu také účelem jeho jednání“ a dodává, že rozdíl bude v praxi sotva znatelný.
K omezení výkonu práva musíme přistupovat velmi opatrně. Účelem § 2909 občanského zákoníku není ochromení hospodářského života. Jednající je proto povinen nahradit újmu, když jeho úmysl směřuje hlavně ke způsobení újmy, přičemž jiný cíl nesleduje nebo je tento jiný cíl zanedbatelný. Např. rakouské soudy v posuzování šikany v poslední době upustily od poškození druhého jako jediného cíle jednání. Nyní vycházejí z myšlenky, že o šikanu se jedná i v případě, existuje-li mezi zájmem jednajícího a újmou poškozeného extrémní nepoměr. Postačuje, když cíl poškodit jiného stojí zřejmě v popředí a ostatní cíle jsou v porovnání s ním téměř potlačeny.
Naše pracovněprávní judikatura dospěla k závěru, že jednající musí být veden přímým úmyslem způsobit jinému újmu, zatímco dosažení vlastního smyslu a účelu sledovaného právní normou zůstává pro jednajícího vedlejší a je z hlediska jednajícího bez významu. Za chráněný výkon práva je třeba považovat i takový případ, je-li jeho vedlejším následkem vznik újmy jinému, přičemž primárně se směřuje k zákonem předpokládanému výsledku. Tato judikatura je ve shodě s výše uvedeným, pakliže si uvědomíme, že bude-li jednající veden hlavním cílem způsobit jinému újmu, pak jistě půjde o přímý úmysl.
Výkon práva tedy můžeme považovat za určitou možnost zproštění se povinnosti hradit újmu v případech, způsobil-li jednající jinému sice újmu jednáním v rozporu s dobrými mravy, ale hlavním účelem jeho jednání nebylo tuto újmu způsobit.

## Pojem dobrých mravů v rozhodování českých soudů
Nejvyšší soud vystihl pojem dobrých mravů jako „souhrn společenských, kulturních a mravních norem, jež v historickém vývoji osvědčují jistou neměnnost, vystihují podstatné historické tendence, jsou sdíleny rozhodující částí společnosti a mají povahu norem základních. Právní úkon se příčí dobrým mravům, pokud nerespektuje některou ze souhrnu společenských, kulturních a mravních norem, jež v historickém vývoji osvědčují jistou neměnnost, vystihují podstatné historické tendence, jsou sdíleny rozhodující částí společnosti a mají povahu norem základních.“
Krajský soud v Brně v roce 1993 uvedl: „Dobrými mravy společnosti je nutno chápat souhrn určitých etických a kulturních norem společnosti, z nichž některé jsou trvalou a neměnnou součástí lidské společnosti, jiné spolu se společností podléhají vývoji.“
Podobně se o nich vyslovil i Ústavní soud: „… „dobré mravy“ jsou souhrnem etických, obecně zachovávaných a uznávaných zásad, jejichž dodržování je mnohdy zajišťováno i právními normami tak, aby každé jednání bylo v souladu s obecnými morálními zásadami demokratické společnosti. Tento obecný horizont, který vývojem společnosti rozvíjí i svůj morální obsah v prostoru a času, musí být posuzován z hlediska konkrétního případu také právě v daném čase, na daném místě a ve vzájemném jednání účastníků právního vztahu.“